# Marignier
Marignier är en kommun i departementet Haute-Savoie i regionen Auvergne-Rhône-Alpes i sydöstra Frankrike. Kommunen ligger i kantonen Bonneville som tillhör arrondissementet Bonneville. År 2022 hade Marignier 6 432 invånare.

## Befolkningsutveckling
Antalet invånare i kommunen Marignier
| Referens: INSEE |